# (33325) 1998 RH3
1998 RH3 (asteroide 33325) é um asteroide da cintura principal. Possui uma excentricidade de 0.06843730 e uma inclinação de 20.47547º.
Este asteroide foi descoberto no dia 14 de setembro de 1998 por LINEAR em Socorro.